# Vaudrimesnil
Vaudrimesnil foi uma comuna francesa na região administrativa da Normandia, no departamento Mancha. Estendia-se por uma área de 6,04 km². Em 2010 a comuna tinha 393 habitantes (densidade: 65,1 hab./km²).
Em 1 de janeiro de 2019, passou a formar parte da nova comuna de Saint-Sauveur-Villages.